# National Hockey League 1979/1980
National Hockey League 1979/1980 var den 63:e säsongen av NHL. 21 lag spelade 80 matcher i grundserien innan Stanley Cup drogs igång den 8 april 1980. Stanley Cup vanns av New York Islanders som tog sin första titel, efter finalseger mot Philadelphia Flyers med 4-2 i matcher.
Ligan utökades med 4 nya lag från nerlagda WHA: Edmonton Oilers, Hartford Whalers (som i WHA hette New England Whalers), Quebec Nordiques och Winnipeg Jets.
Grundserien vanns av Philadelphia Flyers på 116 poäng före Buffalo Sabres på 110 poäng. Av de fyra nya lagen lyckades Hartford Whalers bäst i grundserien med 73 poäng.
Poängligan vanns av Marcel Dionne, Los Angeles Kings, på 137 poäng (53 mål plus 84 assist). Legenden Wayne Gretzky, Edmonton Oilers, gjorde sin första säsong i NHL och fick också ihop 137 poäng (51 mål plus 86 assist).
Philadelphia Flyers innehar rekordet för den längsta sviten utan förlust i NHL från denna säsong. Från den 14 oktober 1979 (seger över Toronto Maple Leafs 4-3) till den 6 januari 1980 (seger med 4-2 över Buffalo Sabres) spelade Philadelphia 35 raka matcher utan en enda förlust. Detta är även rekord för all professionell nordamerikansk idrott som den längsta förlustfria sviten.
De legendariska spelarna Gordie Howe (Hartford Whalers), och Bobby Hull (Winnipeg Jets, tradad till Hartford Whalers under säsongen), spelade sina sista säsonger i NHL 1979/80.
Några välkända debutanter denna säsong:
- Kent Nilsson, Atlanta Flames
- Ray Bourque, Boston Bruins
- Mark Messier, Edmonton Oilers
- Wayne Gretzky, Edmonton Oilers

Atlanta Flames gjorde sin åttonde och sista säsong i NHL innan de flyttade till Calgary och blev Calgary Flames.
Slutspelet utökades från 12 till 16 lag, så alla slutspelsklara lag gick från och med denna säsong in direkt i åttondelsfinalerna.
Totalt gjordes det 5 902 grundseriemål denna säsong. Det var första gången i ligans historia som det gjordes över 5 000 mål totalt.

## Grundserien

### Prince of Wales Conference

#### Adams Division
| Nr | Lag                   | S  | V  | O  | F  | GM  | IM  | MS   | P   |
| -- | --------------------- | -- | -- | -- | -- | --- | --- | ---- | --- |
| 1  | Buffalo Sabres        | 80 | 47 | 16 | 17 | 318 | 201 | +117 | 110 |
| 2  | Boston Bruins         | 80 | 46 | 13 | 21 | 310 | 234 | +76  | 105 |
| 3  | Minnesota North Stars | 80 | 36 | 16 | 28 | 311 | 253 | +58  | 88  |
| 4  | Toronto Maple Leafs   | 80 | 35 | 5  | 40 | 304 | 327 | −23  | 75  |
| 5  | Quebec Nordiques (NY) | 80 | 25 | 11 | 44 | 248 | 313 | −65  | 61  |

#### Norris Division
| Nr | Lag                   | S  | V  | O  | F  | GM  | IM  | MS  | P   |
| -- | --------------------- | -- | -- | -- | -- | --- | --- | --- | --- |
| 1  | Montreal Canadiens    | 80 | 47 | 13 | 20 | 328 | 240 | +88 | 107 |
| 2  | Los Angeles Kings     | 80 | 30 | 14 | 36 | 290 | 313 | −23 | 74  |
| 3  | Pittsburgh Penguins   | 80 | 30 | 13 | 37 | 251 | 303 | −52 | 73  |
| 4  | Hartford Whalers (NY) | 80 | 27 | 19 | 34 | 303 | 312 | −9  | 73  |
| 5  | Detroit Red Wings     | 80 | 26 | 11 | 43 | 268 | 306 | −38 | 63  |

### Clarence Campbell Conference

#### Patrick Division
| Nr | Lag                 | S  | V  | O  | F  | GM  | IM  | MS  | P   |
| -- | ------------------- | -- | -- | -- | -- | --- | --- | --- | --- |
| 1  | Philadelphia Flyers | 80 | 48 | 20 | 12 | 327 | 254 | +73 | 116 |
| 2  | New York Islanders  | 80 | 39 | 13 | 28 | 281 | 247 | +34 | 91  |
| 3  | New York Rangers    | 80 | 38 | 10 | 32 | 308 | 284 | +24 | 86  |
| 4  | Atlanta Flames      | 80 | 35 | 13 | 32 | 282 | 269 | +13 | 83  |
| 5  | Washington Capitals | 80 | 27 | 13 | 40 | 261 | 293 | −32 | 67  |

#### Smythe Division
| Nr | Lag                  | S  | V  | O  | F  | GM  | IM  | MS   | P  |
| -- | -------------------- | -- | -- | -- | -- | --- | --- | ---- | -- |
| 1  | Chicago Black Hawks  | 80 | 34 | 19 | 27 | 241 | 250 | −9   | 87 |
| 2  | St. Louis Blues      | 80 | 34 | 12 | 34 | 266 | 278 | −12  | 80 |
| 3  | Vancouver Canucks    | 80 | 27 | 16 | 37 | 256 | 281 | −25  | 70 |
| 4  | Edmonton Oilers (NY) | 80 | 28 | 13 | 39 | 301 | 322 | −21  | 69 |
| 5  | Winnipeg Jets (NY)   | 80 | 20 | 11 | 49 | 214 | 314 | −100 | 51 |
| 6  | Colorado Rockies     | 80 | 19 | 13 | 48 | 234 | 308 | −74  | 51 |

## Poängligan i grundserien 1979/80
Not: SP = Spelade matcher, M = Mål, A = Assists, Pts = Poäng
| Spelare           | Lag                 | SM | M  | A  | Pts |
| ----------------- | ------------------- | -- | -- | -- | --- |
| Marcel Dionne     | Los Angeles Kings   | 80 | 53 | 84 | 137 |
| Wayne Gretzky     | Edmonton Oilers     | 79 | 51 | 86 | 137 |
| Guy Lafleur       | Montreal Canadiens  | 74 | 50 | 75 | 125 |
| Gilbert Perreault | Buffalo Sabres      | 80 | 40 | 66 | 106 |
| Mike Rogers       | Hartford Whalers    | 80 | 44 | 61 | 105 |
| Bryan Trottier    | New York Islanders  | 78 | 42 | 62 | 104 |
| Charlie Simmer    | Los Angeles Kings   | 64 | 56 | 45 | 101 |
| Blaine Stoughton  | Hartford Whalers    | 80 | 56 | 44 | 100 |
| Darryl Sittler    | Toronto Maple Leafs | 73 | 40 | 57 | 97  |
| Blair MacDonald   | Edmonton Oilers     | 80 | 46 | 48 | 96  |

## Slutspelet
16 lag gör upp om Stanley Cup. Åttondelsfinalerna avgjordes i bäst av fem matcher, från kvartsfinalerna avgjordes det i bäst av sju matcher.
|  | Åttondelsfinaler      | Åttondelsfinaler      |                     |   | Kvartsfinaler | Kvartsfinaler |  |  | Semifinaler | Semifinaler |  |  | Final | Final |
|  |                       |                       |                     |   |               |               |  |  |             |             |  |  |       |       |
|  |                       |                       |                     |   |               |               |  |  |             |             |  |  |       |       |
|  |                       |                       |                     |   |               |               |  |  |             |             |  |  |       |       |
|  | Philadelphia Flyers   | 3                     |                     |   |               |               |  |  |             |             |  |  |       |       |
|  | Philadelphia Flyers   | 3                     |                     |   |               |               |  |  |             |             |  |  |       |       |
|  | Edmonton Oilers       | 0                     |                     |   |               |               |  |  |             |             |  |  |       |       |
|  | Edmonton Oilers       | 0                     | Philadelphia Flyers | 4 |               |               |  |  |             |             |  |  |       |       |
|  |                       |                       | Philadelphia Flyers | 4 |               |               |  |  |             |             |  |  |       |       |
|  |                       | New York Rangers      | 1                   |   |               |               |  |  |             |             |  |  |       |       |
|  | New York Rangers      | New York Rangers      | 1                   | 3 |               |               |  |  |             |             |  |  |       |       |
|  | New York Rangers      |                       |                     | 3 |               |               |  |  |             |             |  |  |       |       |
|  | Atlanta Flames        | 1                     |                     |   |               |               |  |  |             |             |  |  |       |       |
|  | Atlanta Flames        | 1                     | Philadelphia Flyers | 4 |               |               |  |  |             |             |  |  |       |       |
|  |                       |                       | Philadelphia Flyers | 4 |               |               |  |  |             |             |  |  |       |       |
|  |                       | Minnesota North Stars | 1                   |   |               |               |  |  |             |             |  |  |       |       |
|  | Montreal Canadiens    | Minnesota North Stars | 1                   | 3 |               |               |  |  |             |             |  |  |       |       |
|  | Montreal Canadiens    |                       |                     | 3 |               |               |  |  |             |             |  |  |       |       |
|  | Hartford Whalers      | 0                     |                     |   |               |               |  |  |             |             |  |  |       |       |
|  | Hartford Whalers      | 0                     | Montreal Canadiens  | 3 |               |               |  |  |             |             |  |  |       |       |
|  |                       |                       | Montreal Canadiens  | 3 |               |               |  |  |             |             |  |  |       |       |
|  |                       | Minnesota North Stars | 4                   |   |               |               |  |  |             |             |  |  |       |       |
|  | Minnesota North Stars | Minnesota North Stars | 4                   | 3 |               |               |  |  |             |             |  |  |       |       |
|  | Minnesota North Stars |                       |                     | 3 |               |               |  |  |             |             |  |  |       |       |
|  | Toronto Maple Leafs   | 0                     |                     |   |               |               |  |  |             |             |  |  |       |       |
|  | Toronto Maple Leafs   | 0                     | Philadelphia Flyers | 2 |               |               |  |  |             |             |  |  |       |       |
|  |                       |                       | Philadelphia Flyers | 2 |               |               |  |  |             |             |  |  |       |       |
|  |                       | New York Islanders    | 4                   |   |               |               |  |  |             |             |  |  |       |       |
|  | Buffalo Sabres        | New York Islanders    | 4                   | 3 |               |               |  |  |             |             |  |  |       |       |
|  | Buffalo Sabres        |                       |                     | 3 |               |               |  |  |             |             |  |  |       |       |
|  | Vancouver Canucks     | 1                     |                     |   |               |               |  |  |             |             |  |  |       |       |
|  | Vancouver Canucks     | 1                     | Buffalo Sabres      | 4 |               |               |  |  |             |             |  |  |       |       |
|  |                       |                       | Buffalo Sabres      | 4 |               |               |  |  |             |             |  |  |       |       |
|  |                       | Chicago Black Hawks   | 0                   |   |               |               |  |  |             |             |  |  |       |       |
|  | Chicago Black Hawks   | Chicago Black Hawks   | 0                   | 3 |               |               |  |  |             |             |  |  |       |       |
|  | Chicago Black Hawks   |                       |                     | 3 |               |               |  |  |             |             |  |  |       |       |
|  | St. Louis Blues       | 0                     |                     |   |               |               |  |  |             |             |  |  |       |       |
|  | St. Louis Blues       | 0                     | Buffalo Sabres      | 2 |               |               |  |  |             |             |  |  |       |       |
|  |                       |                       | Buffalo Sabres      | 2 |               |               |  |  |             |             |  |  |       |       |
|  |                       | New York Islanders    | 4                   |   |               |               |  |  |             |             |  |  |       |       |
|  | Boston Bruins         | New York Islanders    | 4                   | 3 |               |               |  |  |             |             |  |  |       |       |
|  | Boston Bruins         |                       |                     | 3 |               |               |  |  |             |             |  |  |       |       |
|  | Pittsburgh Penguins   | 2                     |                     |   |               |               |  |  |             |             |  |  |       |       |
|  | Pittsburgh Penguins   | 2                     | Boston Bruins       | 1 |               |               |  |  |             |             |  |  |       |       |
|  |                       |                       | Boston Bruins       | 1 |               |               |  |  |             |             |  |  |       |       |
|  |                       | New York Islanders    | 4                   |   |               |               |  |  |             |             |  |  |       |       |
|  | New York Islanders    | New York Islanders    | 4                   | 3 |               |               |  |  |             |             |  |  |       |       |
|  | New York Islanders    |                       |                     | 3 |               |               |  |  |             |             |  |  |       |       |
|  | Los Angeles Kings     | 1                     |                     |   |               |               |  |  |             |             |  |  |       |       |
|  | Los Angeles Kings     | 1                     |                     |   |               |               |  |  |             |             |  |  |       |       |

### Åttondelsfinal
Philadelphia Flyers vs. Edmonton Oilers
Philadelphia Flyers vann åttondelsfinalserien med 3-0 i matcher
Buffalo Sabres vs. Vancouver Canucks
Buffalo Sabres vann åttondelsfinalserien med 3-1 i matcher
Montreal Canadiens vs. Hartford Whalers
Montreal Canadiens vann åttondelsfinalserien med 3-0 i matcher
Chicago Black Hawks vs. St Louis Blues
Chicago Black Hawks vann åttondelsfinalserien med 3-0 i matcher
Boston Bruins vs. Pittsburgh Penguins
Boston Bruins vann åttondelsfinalserien med 3-2 i matcher
New York Islanders vs. Los Angeles Kings
New York Islanders vann åttondelsfinalserien med 3-1 i matcher
Minnesota North Stars vs. Toronto Maple Leafs
Minnesota North Stars vann åttondelsfinalserien med 3-0 i matcher
New York Rangers vs. Atlanta Flames
New York Rangers vann åttondelsfinalserien med 3-1 i matcher

### Kvartsfinal
Philadelphia Flyers vs. New York Rangers
Philadelphia Flyers vann kvartsfinalserien med 4-1 i matcher
Buffalo Sabres vs. Chicago Black Hawks
Buffalo Sabres vann kvartsfinalserien med 4-0 i matcher
Montreal Canadiens vs. Minnesota North Stars
Minnesota North Stars vann kvartsfinalserien med 4-3 i matcher
Boston Bruins vs. New York Islanders
New York Islanders vann kvartsfinalserien med 4-1 i matcher

### Semifinal
Philadelphia Flyers vs. Minnesota North Stars
Philadelphia Flyers vann semifinalserien med 4-1 i matcher
Buffalo Sabres vs. New York Islanders
New York Islanders vann semifinalserien med 4-2 i matcher

## Stanley Cup-final
Philadelphia Flyers vs. New York Islanders
New York Islanders vann serien med 4-2 i matcher

## NHL awards
| 1979–80 NHL awards              | 1979–80 NHL awards                                                 |
| ------------------------------- | ------------------------------------------------------------------ |
| Prince of Wales Trophy:         | Buffalo Sabres                                                     |
| Clarence S. Campbell Bowl:      | Philadelphia Flyers                                                |
| Art Ross Memorial Trophy:       | Marcel Dionne, Los Angeles Kings                                   |
| Bill Masterton Memorial Trophy: | Al MacAdam, Minnesota North Stars                                  |
| Calder Memorial Trophy:         | Ray Bourque, Boston Bruins                                         |
| Conn Smythe Trophy:             | Bryan Trottier, New York Islanders                                 |
| Frank J. Selke Trophy:          | Bob Gainey, Montreal Canadiens                                     |
| Hart Memorial Trophy:           | Wayne Gretzky, Edmonton Oilers                                     |
| Jack Adams Award:               | Pat Quinn, Philadelphia Flyers                                     |
| James Norris Memorial Trophy:   | Larry Robinson, Montreal Canadiens                                 |
| Lady Byng Memorial Trophy:      | Wayne Gretzky, Edmonton Oilers                                     |
| Lester B. Pearson Award:        | Marcel Dionne, Los Angeles Kings                                   |
| NHL Plus/Minus Award:           | Jim Schoenfeld, Buffalo Sabres & Jimmy Watson, Philadelphia Flyers |
| Vezina Trophy:                  | Don Edwards & Bob Sauvé, Buffalo Sabres                            |
| Lester Patrick Trophy:          | Bobby Clarke, Edward M. Snider, Frederick A. Shero                 |

## All-Star
| Första laget                       | Position | Andra laget                        |
| ---------------------------------- | -------- | ---------------------------------- |
| Tony Esposito, Chicago Black Hawks | M        | Don Edwards, Buffalo Sabres        |
| Larry Robinson, Montreal Canadiens | B        | Börje Salming, Toronto Maple Leafs |
| Ray Bourque, Boston Bruins         | B        | Jim Schoenfeld, Buffalo Sabres     |
| Marcel Dionne, Los Angeles Kings   | C        | Wayne Gretzky, Edmonton Oilers     |
| Guy Lafleur, Montreal Canadiens    | HF       | Danny Gare, Buffalo Sabres         |
| Charlie Simmer, Los Angeles Kings  | VF       | Steve Shutt, Montreal Canadiens    |